# مسرح بويري
أُنشئ مسرح بويري في حي بويري في الجانب الشرقي السفلي من مانهاتن في مدينة نيويورك.  وعلى الرغم من أن العائلات الغنية هي التي أسسته للتنافس مع مسرح بارك الراقي، فقد شهد مسرح بويري نجاحا أكثر من مسرح بارك في تلك الفترة. فقد كان تحت إدارة الشعوب الموالية للولايات المتحدة لتوماس هامبلين في القرن 1830والقرن 1840. وفي ثلاثينيات وأربعينيات القرن الثامن عشر، شهد مسرح بويري أكبر نجاحًا في جميع فتراته والذي كان تحت إدارة الشعب الموالي للولايات المتحدة لتوماس هامبلين.وفي حلول خمسينيات من القرن التاسع عشر، جاء المسرح لتلبية احتياجات جماعات المهاجرين مثل  الايرلنديين والصينيين والألمان.فقد احترق المسرح كليًا أربع مرات خلال 17 سنة.حيث اندلع حريق في عام 1929 تدمر فيه المسرح لمصلحه البعض.  وكان الحريق المدمر الذي حدث في عام 1929م جعل المسرح رمادًا تلاشى فيه للأبد. وعلى الرغم من أن اسم المسرح تغير عدة مرات مثل (مسرح ثاليا، ومسرح فاي بوري...إلخ) فقد كان يشار إليه عموما باسم «مسرح بويري».

## التأسيس والإدارة البدائية
وبحلول منتصف عشرينيات القرن العشرين، أرادت فيها أسر المستوطنين الأثرياء في الجناح الجديد الراقي بجانب افتتاح شارع لافاييت، المماثل لبويري، ولسهولة الوصول إلى الدراما الأوروبية الراقية المألوفة التي لم تتوفر إلا في مسرح بارك. فقد شكلوا تحت قيادة هنري أستور جمعية نيويورك واشتروا الأرض حيث تقع مؤسسة أستور' بولز هيد تافيرن المواجهة للحي. وتقع المنطقة بين قناة اليزابيث، (ثم سميت بووكر)، وبين شوارع بايارد مدينة إليزابيث والقناة (التي سميت ووكر) وشوارع بايارد. واستأجروا المهندس المعماري لإيثيل تاون  لتصميم المكان الجديد.
ومن بين المستثمرين البارزين صمويل لورانس غوفيرنور صهر الرئيس جيمس مونرو، وجيمس الكسندر هاملتون  ابن الكسندر هاملتون.
كان المسرح الجديد بتصميمه الكلاسيكي الحديث  أرقى من مسرح بارك. وتكفي مقاعده لاستيعاب3،500 شخص مما يجعله أكبر مسرح في الولايات المتحدة في ذلك الوقت. وقد قارنه فرانسيس ترولوب مع مسرح بارك بأنه «متفوق في الجمال، وهو أجمل مسرح دخلته فعلًا، ويعد مثالي المساحة والنسبة، ومزخرف بأناقة، وأيضا المناظر والآلات مثل التي في لندن....» 
افتتح مسرح بوري في يوم 22 من أكتوبر عام 1826 باسم مسرح نيويورك، تزامنًا مع إطلاق المسرحية الكوميدية «الطريق إلى الخراب»، من تأليف توماس هولكروفت، وتحت إدارة تشارلز أ.جيلفرت. وتحدث عمدة نيويورك فيليب هون في حفل الافتتاح، مستفيدا من جمهور الطبقة العليا المستهدفة في المسرح، وقال فيها: «لذلك يتحتم على الذين يتمتعون بمكانة في المجتمع أن يسيطروا على آراء الآخرين وتوجيه أحكامهم، وباستطاعتهم من خلال دعمهم ومساندتهم أن يشجعوا على وجود مسرح منظم».  وخصصت المواسم القليلة الأولى  للباليه والأوبرا والدراما العالية. كان المسرح في هذا الوقت معروفا، والتوسع في شمال مانهاتن أعطى المسرح فرصة الوصول إلى دعم كبير. أحرق المسرح في عام 1828، ولكن أعاد بناؤه بنفس الواجهة المهندس المعماري جوزيف سيرا، وأعيد افتتاحه باسم مسرح بوري. كان يحرص جيلفرت على  أهمية الدعاية، ولكن في عام 1829 قام مالكي المسرح بفصله.

## فترة حكم هامبلن
وظف المالكون كلا من توماس هامبلين وجايمس هاكيت في أغسطس عام 1830 لإدارة المسرح. وبعد شهر، غادر هاكيت هامبلين بعدما كانت له السيطرة كاملة. بعد أن أحرقت بويري في وقت لاحق من ذلك العام، أعاد هامبلن بناء بويري بعدما احترق لاحقًا في ذلك العام.بعدها حول المسرح لاتجاه مختلف تماما لتكون هذه الفترة هي الأكثر ابتكارا، ونجاحا.
كانت المسارح الأميركية طبقية في عصر جاكسون. وعندها برزت  بويري باعتبارها موطن النشطاء الأميركيين والقضايا الشعبية. وجعلها صورة مغايرة عن صورة مسرح بارك المزروعة من الثقافة التقليدية الأوروبية العالية. وكان ذلك جزء من نتيجة لأعمال الشغب المعادية لبريطانيا في مسرح بارك، عندها أعاد هامبلين تسمية المسرح «بالمسرح الأمريكي: بويري» كردة فعل. واستأجر هامبلين ممثلين أمريكيين  وكتاب مسرح غير معروفين، وسمح لهم بأداء المسرحية لفترات طويلة تصل إلى شهر. وقبل عام 1843، قام مؤدي أدوار السود في بداياتهم مثل جورج واشنطن ديكسون وتوماس رايس بالتمثيل هناك كثيرًا. واشتهرت بعض أعمال مثل  ج.ب. بوث، وإدوين فورست، ولويزا لين درو، وفرانك تشانفراو  على منصة بويري.  اشتهرت كثيرا أعمال جورج فوكس وبنتوميم  بتمثيله الصامت في بويري حتى بعد الحرب الأهلية. وأنتج مسرح بويري عددًا من أنواع الشخصيات الجديدة كان لها شعبية كبيرة، بما في ذلك بويري بهوي، و اليانكي، و الفرونتيرسمان، والأسود الزنجي.
بدأت هامبلين بشراء أسهم المسرح الموجود في جمعية نيويورك في ربيع 1834، وكان لديه ما يكفي للسيطرة على المؤسسة تماما في غضون 18 شهرا. وفي الوقت الذي أحرق فيه مسرح بويري مرة أخرى في سبتمبر 1836، على الرغم من الزيادات الحادة في المنافسة إلا أنه هو المسرح الأكثر شعبية في مدينة نيويورك. (كان مدرج بويري باليمين عبر الشارع). وقد أصبحت المسرحيات جزء مهم في المسرح وقد أدعى هامبلين منها 5000 في خسائر احتراق خزانة الملابس. وقد اشترى ما تبقى من أسهم المسرح واستأجر الموقع الذي أعيد بناؤه لدينيفورد وتوماس فلين. عندما أحرق مسرح بويري المؤقت في فبراير 1838 حل هامبلين محله مسرح بهيكل أكبر وأكثر وفرة وقد افتتح في مايو 1839. ومن خلال إجراءات هامبلين فقد برز مسرح الطبقة العاملة وأصبحت الميلودراما أكثر عرض من عروض المسرح الأمريكي أكثر شعبية. وكانوا الرعاة من الدرجة المنخفضة مثل بويري فهوس وغال ((Bowery b’hoys and g’hals من الأكثر سيادة بين الجمهور. وقد وصفت سبيرت تايميز «رعاة مسرح بويري» بأن بعد حساب من كانوا على المسرح أتضح أن عددهم 300 شخص وكانوا جنود بملابس متعبة وضباط يملكون أسلحة جانبية والقليل من طين جولي وعدد قليل من القنينات، وقد كان المشهد مضحكا بشكل لا يوصف وقد لعب بوث [ريتشارد الثالث] بأفضل اداء له وكان متلهف ليحقق النجاح ولكن ارتباكه المفاجئ لهذا الحشد قد تسبب بانقطاعات مستمرة ولكن العرض أصبح فكاهيا أكثر. وبالرغم من ذلك فقد اعجب الكثير بعنوان مشهد ليدي آن وقد قام متفرجو العرض بتسلية أنفسهم من خلال رمي البنسات وقطع الفضة على المسرح والذي تسبب في التدافع الهائل بين الأولاد وكثيرا منهم ركض بين الملك ريتشارد والسيدة آن لانتزاع التاج النحاسي وكان المشهد مثير للإعجاب وذهب العديد من الهواة الفضوليين للطاولة ليمسكوا التاج ويرفرون بالسيف الثقيل وفحص الملابس الفخمة، وفي حينها كان ريتشارد متعجب من الحلم الفظيع وعندما تغير المشهد واكتشفت أشباح الملك هنري وسيدة آن والأطفال كان من الصعب تحديدهم من الحشد الذين دفع وجوههم والأشخاص بين الظلال الملكية، بل إن بعض المصادر تشير إلى أن الرعاة قد شاركوا في السلوك الجنسي في الردهات والصناديق. وقد حرص هامبلين على استمرار هذه النعم الوفيرة فعلى سبيل المثال عرضت مسرحية بويري بانتظام في الحفل السنوي لرجال الإطفاء وكانت مسرحية حديقة غاثام الوحيدة التي تفاخر بها جمهور رودير. كان من الصعب تحقيق الأرباح في سنة 1840 بسبب نشأت العديد من المسارح في نيويورك. ونظمت هامبلين أكثر ميلودراما مثيرة ومن بعدها زادت الحجوزات لأعمال السيرك وعروض مينستريل المتنوعة.
وقد أحترق مسرح بويري مجددا في يوم 16 أبريل سنة 1840 ولكن كان هامبلين يمتلك تأمين ضد الحريق مما جعله يعيد بناء المسرح بتفكير عميق بأن يملك رعاية راقية ولتقديم ميلودراما أكثر إذهالا. ولدى المسرح الآن 400 مقعد ويقدر مساحته 126 قدما أي 38 مترا مربع حتى أصبحت من أكبر المسارح في العالم، وكان المهندس المعماري للمسرح الجديد يدعى بجون م تريمبل. ترك هامبلين الإدارة برعاية جاكسون على الرغم من أن جاكسون والمديرين اللاحقين هم من أيدوا بحد كبير تركيز هامبلين على الميلودراما والفخامة البصرية. توفي هامبلين في يناير عام 1853، وظل المسرح برعاية عائلته حتى عام 1867.
المسرحيات الناجحة في فترة هامبلين:
1.	مسرحية فيل سيام وشيطان النار (The Elephant of Siam and the Fire Fiend) التي كانت من إخراج ساميول بيزلي بمشاركة الفيل المدعى بماديمموزيلا وظلت تعرض 18 مرة متتالية في اوائل 1831.
2.	مسرحية مازيبا أو الحصان البري لأوكراني (The Wild Horse of Ukraine) التي ظهرت لأول مرة في 22 يوليو 1833 وكان لديها 43 أداء متتالي ويعد إنجاز مذهل في وقته.
وخلال أعمال الشغب التي قام بها فارن عام 1834 أصبح الموالون للولايات المتحدة من جمهور بويري في الصدارة. وقد ذكر أن فارين البريطاني مدير مسرح بويري الذي ولد في بريطانيا، قد أدلى بتعليقات مناهضة لأمريكا وفصل ممثلا أمريكيًا. بعدها هاجم المتظاهرون المنازل والأعمال التجارية، وكنائس الإعدام والسود في مدينة نيويورك. ثم اقتحموا المسرح في اليوم 9 من شهر يوليو. فاعتذر فارن عن تعليقاته، وغنى جورج واشنطن ديكسون الأغاني الشعبية لإنهاء الشغب.
رفض هامبلين اتفاقيات المسرح كثقافة عالية منه  من خلال حجز المنتجات التي تناشد رعاة الطبقة العاملة والإعلان عنها على نطاق واسع وفقا  لنموذج جيلفرت. والذي حظيت بالأداء عروض الحيوانات، وغناء مؤدي دور السود،  والميلودراما بأكثر المشاركات تكرارًا. نجحت الصور الهجينة مثل مسرحيات الميلودراما التي تعبر عن خدمة إنقاذ الكلاب لأربابهم البشر وقد حققت نجاحات لم يسبق لها مثيل. ظهرت إنتاجات مذهلة مع التأثيرات البصرية المتقدمة، بما في ذلك الماء والنارالمتميزة ببروزها، كما ابتكر هامبلن استخدام إضاءة الغاز بدلا من الشموع ومصابيح الكيروسين. وقد حصل مسرح بويري على لقب «مسلخ» لعروضه منخفضة المستوى، واكتسبت ألقابًا مثل «ميلودراما بويري» و «ممثلي بويري» لوصف الطراز الجديد من المسرح.